# Bland (Missouri)
Bland – miasto w Stanach Zjednoczonych, w stanie Missouri, w hrabstwie Gasconade.